# Mark Eaton
Mark E. Eaton (Westminster, California; 24 de enero de 1957-Park City, Utah; 28 de mayo de 2021) fue un jugador de baloncesto estadounidense, que disputó 11 temporadas en la NBA y cuya trayectoria profesional transcurrió completamente en los Utah Jazz en la década de los 80. Destacó por su enorme envergadura y su poder intimidatorio en defensa, medía 2,24 metros de altura y jugaba en la posición de pívot.

## Trayectoria deportiva

### Universidad
Eaton creció en la región de Southern California. A pesar de su altura, de joven estaba más interesado en jugar al waterpolo que al baloncesto. Después del instituto, se graduó como mecánico de automóviles, en lo que trabajó durante tres años. Un ojeador del Cypress Junior College lo descubrió, y lo convenció para jugar en dicha universidad. Promedió 14,3 puntos y 10 rebotes en los dos años que pasó allí, llevando a su equipo al título estatal. Decidió entrar en el draft de ese año, pero fue elegido muy abajo, en el puesto 107, por Phoenix Suns, por lo que decidió prolongar su carrera universitaria. fue transferido a la prestigiosa Universidad de California en Los Ángeles, pero en los dos años que le quedaban de carrera apenas jugó un total de 42 minutos, promediando 1,3 puntos y 2 rebotes en tan solo 11 partidos.

### Profesional
A causa de los pocos minutos jugados, pocos equipos profesionales se fijaron en él, y fue Utah Jazz quien quiso ver su potencial, aunque lo eligió en la cuarta ronda, en el puesto 72, del Draft de 1982. Y sorprendió desde el primer momento. No tardó en quitarle el puesto de pívot titular a Danny Schayes en su primera temporada, consiguiendo poner 275 tapones en 81 partidos, lo que suponía un récord de la franquicia. Sus 3,4 tapones por partido lo situaron como el tercero mejor de la NBA.
Continuó mejorando en su segunda temporada, batiendo su propio récord de tapones (4,3 por partido), y liderando la liga en ese aspecto. Repitió al año siguiente, pero subiendo su marca hasta los 5,6 tapones, lo que le valieron ser elegido Mejor Defensor del año. Además, batió el récord histórico de la liga, con sus 456 tapones en una sola temporada. Además, consiguió 11,3 rebotes por partido, finalizando quinto en la clasificación de la liga.
Junto con Karl Malone y John Stockton, formaron uno de los mejores equipos de la NBA, aunque no consiguieron ganar nunca la liga. Jugó con los Jazz 11 temporadas, finalizó con la increíble cifra de 3064 tapones, el cuarto mayor de toda la historia, solo por detrás de Hakeem Olajuwon, Dikembe Mutombo y Kareem Abdul-Jabbar, y con el mejor promedio de todos los tiempos, que todavía no ha sido batido, con 5,6 tapones por partido.

## Estadísticas de su carrera en la NBA
|  | Líder de la liga |
|  | Récord NBA       |

### Temporada regular
| Año      | Equipo   | PJ  | PT  | MPP  | %TC  | %3P  | %TL  | RPP  | APP | ROB | TPP | PPP |
| -------- | -------- | --- | --- | ---- | ---- | ---- | ---- | ---- | --- | --- | --- | --- |
| 1982-83  | Utah     | 81  | 32  | 18.9 | .414 | .000 | .656 | 5.7  | 1.4 | .3  | 3.4 | 4.3 |
| 1983-84  | Utah     | 82  | 78  | 26.1 | .466 | .000 | .593 | 7.3  | 1.4 | .3  | 4.3 | 5.6 |
| 1984-85  | Utah     | 82  | 82  | 34.3 | .449 | —    | .712 | 11.3 | 1.5 | .4  | 5.6 | 9.7 |
| 1985-86  | Utah     | 80  | 80  | 31.9 | .470 | —    | .604 | 8.4  | 1.3 | .4  | 4.6 | 8.5 |
| 1986-87  | Utah     | 79  | 79  | 31.7 | .400 | —    | .657 | 8.8  | 1.3 | .5  | 4.1 | 7.7 |
| 1987-88  | Utah     | 82  | 82  | 33.3 | .418 | —    | .623 | 8.7  | .7  | .5  | 3.7 | 7.0 |
| 1988-89  | Utah     | 82  | 82  | 35.5 | .462 | —    | .660 | 10.3 | 1.0 | .5  | 3.8 | 6.2 |
| 1989-90  | Utah     | 82  | 82  | 27.8 | .527 | —    | .669 | 7.3  | .5  | .4  | 2.5 | 4.8 |
| 1990-91  | Utah     | 80  | 80  | 32.3 | .579 | —    | .634 | 8.3  | .6  | .5  | 2.4 | 5.1 |
| 1991-92  | Utah     | 81  | 81  | 25.0 | .446 | —    | .598 | 6.1  | .5  | .4  | 2.5 | 3.3 |
| 1992-93  | Utah     | 64  | 57  | 17.3 | .546 | —    | .700 | 4.1  | .3  | .3  | 1.2 | 2.8 |
| Total    | Total    | 875 | 815 | 28.8 | .458 | .000 | .649 | 7.9  | 1.0 | .4  | 3.5 | 6.0 |
| All-Star | All-Star | 1   | 0   | 9.0  | —    | —    | —    | 5.0  | —   | —   | 2.0 | —   |

### Playoffs
| Año   | Equipo | PJ | PT | MPP  | %TC  | %3P | %TL  | RPP  | APP | ROB | TPP | PPP  |
| ----- | ------ | -- | -- | ---- | ---- | --- | ---- | ---- | --- | --- | --- | ---- |
| 1984  | Utah   | 11 | —  | 23.1 | .512 | —   | .471 | 6.9  | .8  | .5  | 3.1 | 4.5  |
| 1985  | Utah   | 5  | 5  | 31.6 | .353 | —   | .714 | 9.0  | 1.0 | .8  | 5.8 | 5.8  |
| 1986  | Utah   | 4  | 4  | 39.3 | .491 | —   | .667 | 9.0  | 2.5 | .3  | 4.5 | 14.5 |
| 1987  | Utah   | 5  | 5  | 38.6 | .463 | —   | .640 | 11.0 | .6  | .2  | 4.2 | 10.8 |
| 1988  | Utah   | 11 | 11 | 41.9 | .477 | —   | .639 | 9.4  | 1.2 | 1.1 | 3.1 | 7.7  |
| 1989  | Utah   | 3  | 3  | 33.0 | .471 | —   | .818 | 11.0 | .3  | .3  | .7  | 8.3  |
| 1990  | Utah   | 5  | 5  | 25.6 | .529 | —   | .200 | 6.0  | .0  | .6  | 2.8 | 3.8  |
| 1991  | Utah   | 9  | 9  | 28.3 | .516 | —   | .583 | 6.2  | .6  | .1  | 1.4 | 4.3  |
| 1992  | Utah   | 16 | 16 | 29.6 | .565 | —   | .778 | 5.6  | .3  | .4  | 2.3 | 4.6  |
| 1993  | Utah   | 5  | 5  | 23.4 | .526 | —   | .500 | 6.6  | .4  | .0  | 1.8 | 4.4  |
| Total | Total  | 74 | 63 | 31.0 | .489 | —   | .639 | 7.5  | .7  | .5  | 2.8 | 6.1  |

## Vida personal
Fue presidente y miembro de la junta directiva de la National Basketball Retired Players Association (NBRPA) desde 1997 a 2007.

### Fallecimiento
El 29 de mayo de 2021, a la edad de 64 años, fue encontrado muerto en el Condado de Summit (Utah), tras salir a montar en bicicleta el día anterior.

## Logros y reconocimientos
- Elegido en 2 ocasiones como Mejor Defensor (1985 y 1989).
- 1 vez All Star (1989).
- Récord absoluto de la historia de la NBA en tapones por partido en una temporada con 5,6 y en su carrera con 3,5.
- Elegido en 3 ocasiones en el mejor quinteto defensivo de la liga.
- 4 veces máximo taponador y otras 4 con mejor porcentaje de tapones de la NBA.
  - Posee el récord de tapones en una temporada, con un total de 456.
- 1 vez máximo reboteador defensivo.
- Su camiseta con el número 53 fue retirada por los Jazz como homenaje.